# Blum Basin Falls
Die Blum Basin Falls sind Wasserfälle im Whatcom County im US-Bundesstaat Washington. Sie liegen im North Cascades National Park im Quellgebiet des Blum Creek, einem Zufluss des Baker River, in einer Höhe von 1.710 Metern. Die Fälle gehören, durch zwei zurückweichende Gletscher und mehrere Schneefelder an der Südseite des Mount Blum gespeist, zum größten Schmelzwasserstrom, der in den Blum Creek mündet. Die Fälle donnern über 1.680 ft (512 m) in zwei Stufen, von denen die höchste etwa 900 ft (274 m) misst, von der Rückwand eines Kar-Tals in die Tiefe; die erste Stufe ist eine Serie von Stromschnellen über abgerundeten Felsen oberhalb der Waldgrenze, die zweite Stufe ist eine Serie nahezu vertikaler Rinnen in das unterhalb gelegene bewaldete Tal. Obwohl der größte Teil klar sichtbar ist, werden einige Bereiche durch hohe Kiefern verdeckt, die am Fuß der Fälle wachsen. Es gibt zu den Fällen keinen Wanderweg.

## Etymologie
Die Fälle sind nach dem Bach benannt, der seinerseits nach dem Mount Blum benannt ist, welcher wiederum nach John Blum benannt wurde, einem Feuerwach-Piloten des United States Forest Service, der Anfang des 20. Jahrhunderts bei einem Flugunfall ums Leben kam.

## Statistik
Die Höhe der Kaskadenserie beträgt 1.680 ft (512 m), doch wurde dies nie offiziell gemessen. Die Lauflänge der Fälle, also die Länge des Blum Creek als Wasserfall, beträgt 1.500 ft (457 m), doch auch diese Größe ist nur geschätzt. Während des Spitzenabflusses, wenn hohe Temperaturen das Schmelzen von Eis und Schnee im oberen Einzugsgebiet beschleunigen, können bis zu 2,8 m³/ s bei einer durchschnittlichen Breite der Fälle von drei Metern gemessen werden. Im Gegensatz dazu lässt das Schmelzen bei tiefen Wintertemperaturen nach, so dass die Fälle nur noch einen minimalen oder gar keinen Abfluss zeigen. Nach der World Waterfall Database lagen die Blum Creek Falls 2009 der Höhe nach auf dem 84. Platz.

## Geschichte und Zugang
Die erste dokumentierte Sichtung der Fälle erfolgte 1920 durch den Fotografen der Pacific Northwest Asahel Curtis, der die Fälle fotografierte. Weil auch der Mount Blum noch nicht benannt war, waren sowohl der Bach als auch die Wasserfälle unbekannt und unbenannt und blieben bis dahin weitgehend verborgen. Heute führt der Baker River Trail mehrere Meilen den Baker River stromauf, und wenn er den Blum Creek quert, kann man einen Blick auf den oberen Teil der Fälle werfen. Die Fälle sind gleichfalls von einem Teil des Shuksan Lakes Trail aus sichtbar, welcher den Mount Shuksan an der dem Baker River Valley gegenüberliegenden Seite den Berg hinaufführt. Von diesem Trail aus sind bessere Blicke möglich. Die Fälle sind jedoch nicht die schönsten in dem Gebiet. Die besser bekannten Sulphide Creek Falls sind nahe und die Blum Basin Falls bleiben so den meisten Besuchern dieses Gebietes unbekannt.